# جورج آرتين
جورج آرتين تاجريان وهو دراج عراقي سابق، ولد في 5 تشرين الثاني/ نوفمبر 1941 في مدينة بغداد، وتربى ونشأ فيها ولقد تنافس في بطولة سباق الطرق الفردية في دورة الألعاب الأولمبية الصيفية لعام 1968.
ذكرت مجلة الرشيد: (إن أول حادثة احتيال أولمبي شهدها العراق كانت عبر المحتال اللاعب جورج تاجريان حيث إتضح انه يريد السفر مع الوفد كمصارع غير أنه شارك في الألعاب الأولمبية في سباق الدراجات ولكنه لم يحقق نتيجة تذكر، وبعدها هرب ولم يعرف مكانه)، ويقول الصحفي سمير الشكرچي: (أنه محتال اجاد الاحتيال عالمياً حيث ظهر وهو يعتلي منصة التتويج الأولمبي في دورة 1968 كفائز بالميدالية الذهبية). وجاء في تقرير نشرته صحيفة نيويورك تايمز أن المكسيكي العراقي الأصل (جورج تاجريان) كان يهرِّب في عقد التسعينات من القرن العشرين مهاجرين غير قانونيين من دول شرق أوسطية إلى داخل الولايات المتحدة عبر الحدود المكسيكية، ويتلقى مساعدة من ضابط في الهجرة المكسيكية لتهريب أشخاص لا هوية لهم إلى داخل الولايات المتحدة، وهو يواجه عقوبة السجن لفترة تتراوح بين 5 - 45 سنة.

## روابط خارجية
- جورج آرتين على موقع إحصائيات الدراجات الإحترافية (الإنجليزية)
- جورج آرتين على موقع أوليمبيديا (الإنجليزية)